# Romedenne
Pour les articles homonymes, voir Romedenne (homonymie).
Romedenne (en wallon Rômedene) est une section de la ville belge de Philippeville située en Wallonie dans la province de Namur. 
Ce fut une commune à part entière du 21 août 1901, année de la séparation avec Surice jusqu'à la fusion des communes de 1977.

## Géographie
Le village est à noyau ancien axé par la grand-rue, depuis l'église jusqu'à la fontaine Saint-Pierre. Le sud du village était traversé par la ligne de chemin de fer Morialmé-Givet créée en 1862 et désaffectée en 1971, vers laquelle s'est étendu le village. Un musée européen des camions de brasserie est installé dans le village.

## Évolution démographique
- Source: DGS, 1831 à 1970=recensements population, 1976= habitants au 31 décembre

## Histoire
On a découvert à Romedenne des bas fourneaux proto-historiques et romains ainsi que des poteries de cette dernière époque. Le village est offert par l’évêque Walcaud à l’abbaye de Saint-Hubert vers 815 mais il n’est plus cité dans les biens de celle-ci en 1139. Le chapitre de Saint-Jean-en-l’Ile à Liège y possédait également des biens qui sont cédés en 1216 à un certain Nicolas de Condé. À la même époque, la chapelle du lieu est donnée à la collégiale de Dinant par Nicolas de Rumigny-Florennes.
De 1862 à 1954, la gare de Romedenne-Surice située au sud de Romedenne était desservie par des trains de voyageurs reliant Florennes à Doische ; certains continuant jusque Givet ou Châtelineau.
En 1901, le village se sépare de la commune de Surice est devienne une commune indépendante jusqu'en 1977.
Le 25 août 1914, le village est incendié par les troupes allemandes qui tuent 11 civils. 122 maisons sur les 198 sont détruites,.
Le 12 août 1942, à 0h15, la chasse de nuit allemande abat un avion anglais Stirling de la 15e escadrille. Un aviateur saute en parachute et six de ses compagnons sont tués, leurs corps reposent au cimetière communal de Gosselies. Une stèle en leur mémoire fut érigée après la guerre le long de la RN 40, à 700 m de la barrière de Romedenne.

## Patrimoine et culture

### Patrimoine architectural
- Eglise Saint-Pierre. Construite en 180 et 1891 et restaurée en 1922 et 1924[3].
- Ancien moulin, rue du Moulin de Romedenne. Située dans la vallée de la Chinelle, bâtiment qui remonte au XVIIe siècle[4].

### Culture

#### Fête de la brouette de Romedenne
En 1984, la jeunesse de Romedenne décide de mettre sur pied une première édition de course de brouette lors de la fête du village pour le redynamiser.
En 1987-88, les trois membres fondateurs disparaissent.
En 1990, la jeunesse du village décide d'organiser un tournoi de catch à seins nus au grand dam du curé local. Celui-ci envoya une lettre à tous les habitants de Romedenne en leur prédisant qu'un grand malheur allait s'abattre sur le chapiteau lors de ce tournoi. À la suite de cette intervention, il fut surnommé le Curé de Cucugnan et engendra une belle publicité autour de cet événement.
En 1991, afin de bénéficier du chapiteau communal, la jeunesse décide de changer la date des festivités et devient définitivement le premier week-end d'août. Début de l'ère des play-back qui ouvraient la soirée du samedi, cette activité durera 5 ans.
En 1993, à l'occasion des 10 ans de l'évènement, est prévu un grand feu d'artifice qui sera annulé à la suite du décès du roi Baudouin.
En 1996, la fête prenant de plus en plus d'ampleur et le chapiteau devenant trop petit, une partie plein air fut adjointe au chapiteau.
En 1998, à l'occasion des 15 ans, fut réalisée par la jeunesse aidée de bénévoles, la plus grande brouette du monde, dépassant celle qui existait alors dans le Jura et mesurant 14,25 m. Le record est constaté par huissier le 1er août 1998. Avec une longueur de 17,36 m, une hauteur de 5,54 m, une largeur de 5,16 m et un poids supérieur à 2 tonnes 760 kg, Romedenne entre dans le Livre Guinness des records avec sa plus grande brouette au monde !

#### Gastronomie
Romedenne est le point central du fromage à base de lait de vache dénommé Boulette de Romedenne. Ce fromage, consommé froid ou chaud, sert de base pour la flamiche diantaise et est l'une des appellations pour les Boulettes de Wallonie. Une demande de reconnaissance comme IGP est en cours de réalisation pour ce type de fromage.